# Sibelius (Merkurkrater)
| Sibelius | Sibelius      |
| --- | ------------- |
| Der Merkurkrater Sibelius am 5. Dezember 2012, aufgenommen durch die Raumsonde MESSENGER (Nord ist oben links). |               |
| Eigenschaften                                                                                                   |               |
| Breite | 49,5° S       |
| Länge | 145,37° W     |
| Durchmesser | 94 km         |
| Tiefe | unbekannt     |
| Eponym | Jean Sibelius |

Sibelius ist ein Einschlagkrater auf dem Planeten Merkur.
Er befindet sich im so genannten Michelangelo Quadrangle, das sich auf der Südhalbkugel des Merkur befindet, und hat einen mittleren Durchmesser von 94 Kilometern. Der nächstliegende Krater mit Eigennamen ist der südlich gelegene 108 Kilometer durchmessende Krater Vincente.
Der Krater Sibelius ist relativ jung und ohne vulkanische Beeinflussung. Der Zentralberg der kreisrunden Kraters befindet sich nicht genau in der Mitte, sondern leicht südwestlich des Zentrums. Die flachen Stellen des Kraterbodens in der Nähe von Erhebungen stammen von ehemals geschmolzenem Gestein. Flach ist hauptsächlich der Nordosten des Kraterbodens. Dies lässt darauf schließen, dass der Einschlagsverursacher, welcher den Krater geschaffen hat, aus dem Südwesten kam, jedoch, da Sibelius kreisförmig ist, nicht in einem so flachen Winkel wie zum Beispiel beim Krater Hovnatanian, der viel mehr von einer Kreisform abweicht als Sibelius. Das geschmolzene Gestein war über die Einschlagstelle hinaus geflossen (wie beim Mondkrater King und beim Merkurkrater Debussy) und hat eine teichförmige flache Struktur nordöstlich des Kraters hinterlassen. Ein solcher Kratersee befindet sich normalerweise innerhalb eines Kraters. Die Innenwände von Sibelius sind terrassenförmig. Die nordöstliche Kraterwand ist eine Steilwand.
Im Jahr 1985 wurde er nach dem finnischen Komponisten Jean Sibelius (1865–1957) benannt. Nach Sibelius war schon 1976 ein Asteroid des inneren Hauptgürtels benannt worden: (1405) Sibelius.